# Marienfenster (St-Pierre-du-Queyroix, Limoges)

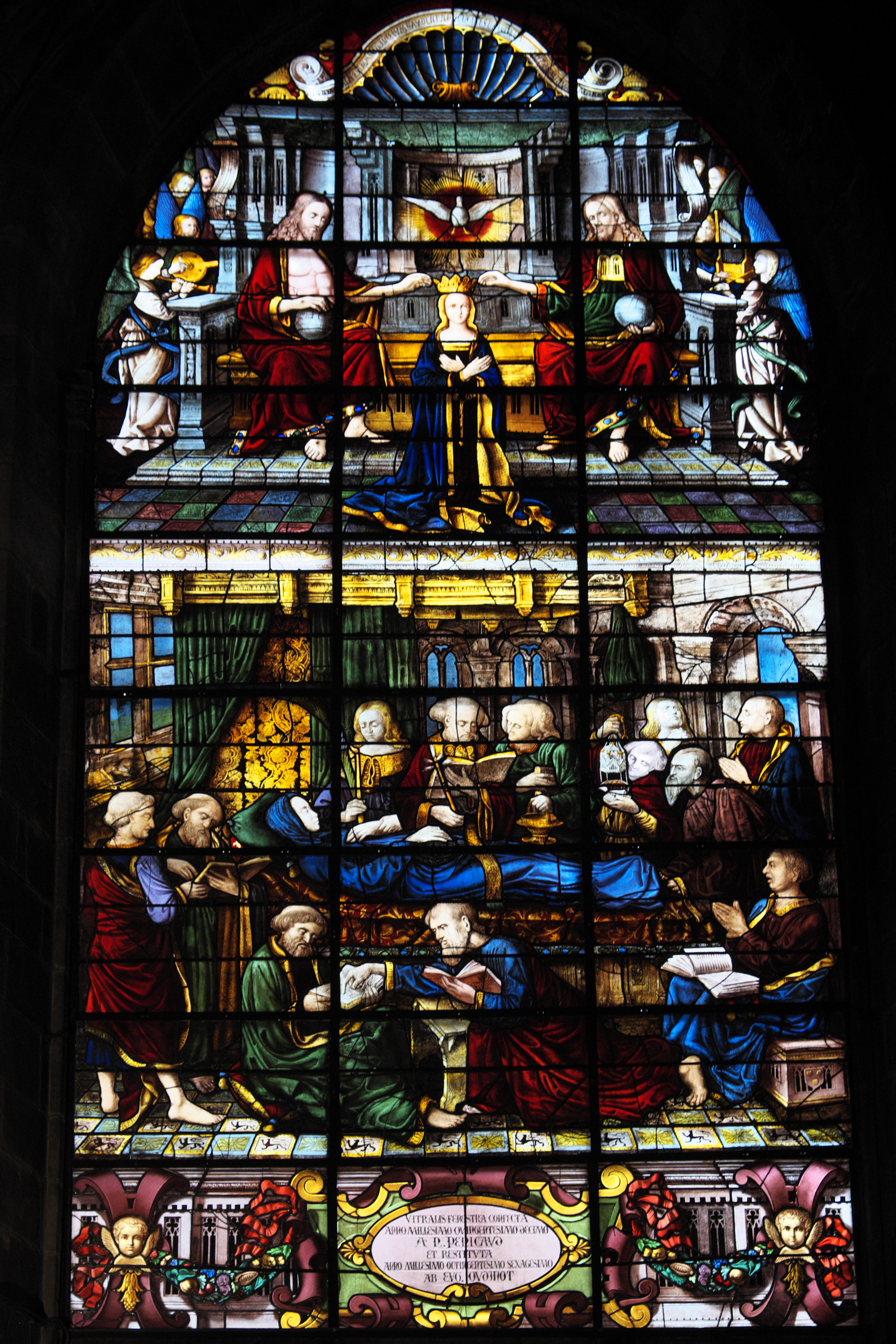
Marienfenster in der Kirche St-Pierre-du-Queyroix von Limoges

Das Marienfenster in der katholischen Kirche St-Pierre-du-Queyroix in Limoges, einer französischen Stadt im Département Haute-Vienne in der Region Nouvelle-Aquitaine, wurde um 1510/20 geschaffen. Im Jahr 1894 wurde das Bleiglasfenster der Renaissance als Monument historique in die Liste der geschützten Objekte (Base Palissy) in Frankreich aufgenommen.
Das Fenster Nr. 2 im Chor, mit einer Höhe von 6,20 Meter und einer Breite von drei Meter, wurde von Jean Pénicaud aus Limoges geschaffen. Es zeigt den Tod und die Krönung Mariens. 

## Beschreibung
Die untere Szene mit dem Tod Mariens wird in einer prächtigen gotischen bzw. Renaissance-Architektur dargestellt. Maria liegt auf einem Bett und ist mit einem blauen Gwand bekleidet, darüber ist ein goldener Baldachin mit grünem Vorhang zu sehen. Neben Maria, mit bleichem Gesichtsausdruck, steht der Apostel Johannes, der in der rechten Hand eine Kerze und einen Palmwedel und mit der anderen Hand die linke Hand Mariens hält. Links von Johannes steht Petrus, der in der rechten Hand ein Aspergill hält und in einem Buch liest. Petrus wird von einem weiteren Apostel unterstützt, der ein vergoldetes Weihwassergefäß in der linken Hand hält. Neben ihm steht ein weiterer Jünger, der die glühende Kohle des Weihrauchfasses am Brennen hält. Die anderen Apostel, alle prächtig gekleidet, stehen oder sitzen am Bett der Sterbenden und beten bzw. lesen in Büchern.     
Darüber ist die Krönung Mariens dargestellt: Maria in der Mitte mit gefalteten Händen vor der Brust, sehr jung aussehend und auf prächtigen Fliesen kniend, wird von Jesus und Gottvater gekrönt. Beide sitzen auf einem goldenen Thron. Gottvater, auf der rechten Seite, ist mit einem grünen Gewand und einem roten Mantel bekleidet, der mit einer Fibel in Form der Gesetzestafeln geschlossen wird. In der linken Hand hält er die Weltkugel ebenso wie sein Sohn. Jesus ist mit dem gleichen Mantel bekleidet. Zwischen beiden Personen ist der Heilige Geist in Form einer Taube im Strahlenkranz symbolisiert. Musizierende Engel rechts und links begleiten die Szene. Über der Jakobsmuschel ist ein Band mit der Inschrift „GAUDENT ANGELI LAUDANTES ET BENEDICENTES DEUM“ (es freuen sich die Engel, sie loben und preisen den Herrn), aus einem Offertorium im Gregorianischen Choral, zu sehen. 

Die Inschrift ganz unten wurde bei der Restaurierung im Jahr 1860 vom Glasmaler Eugène Oudinot hinzugefügt: 

„VITRALIS FENESTRA CONFECTA/ANNO MILLESIMO QVINGENTESIMO DECIMO/A N. PENICAVD/ET RESTITVTA/ANNO MILLESIMO OCTINGENTESIMO SEXAGESIMO/AB EVG. OVDINOT“